# Afonsinho
Afonsinho, pseudonimo di Afonso Guimarães da Silva (Rio de Janeiro, 8 marzo 1914 – Rio de Janeiro, 20 febbraio 1997), è stato un calciatore brasiliano.

## Carriera
Durante la sua carriera da calciatore, Afonsinho giocò sempre in Brasile dove vinse quattro campeonati Carioca. Giocò anche in Nazionale dove disputò il Campeonato Sudamericano de Football 1937 e il Campionato mondiale di calcio 1938.

## Palmarès

### Club
- Campeonato Carioca: 4

América: 1931
Fluminense: 1940, 1941, 1946